# マックス・デルブリュック
マックス・ルートヴィヒ・ヘニング・デルブリュック（Max Ludwig Henning Delbrück、1906年9月4日 - 1981年3月9日）は、アメリカ合衆国の生物物理学者。1969年度のノーベル生理学・医学賞受賞者。スウェーデン、カロリンスカ研究所関係者。

## 生涯
ドイツのベルリンで生まれた。父のハンス・デルブリュックはベルリン大学の歴史学者で、母はユストゥス・フォン・リービッヒの孫娘だった。
デルブリュックは宇宙物理学を勉強していたが、ゲッティンゲン大学で理論物理学に転向した。1930年に博士号を取得すると、彼はイングランド、デンマーク、スイスなどを旅した。この途中でヴォルフガング・パウリ、ニールス・ボーアらと出会うことによって彼は生物学に興味を持った。1932年にベルリンに帰国し、リーゼ・マイトナーの助手になった。
彼は生物学を追求するために1937年にアメリカ合衆国へ移住し、カリフォルニア工科大学でショウジョウバエの遺伝学の研究を始めた。また彼は、細菌やウイルス（バクテリオファージ）の研究も行った。1939年、彼はE.L.エリスと共著でバクテリオファージの成長についての論文を書き、その中でウイルスは細胞でできた生物とは違って、｢一段階｣で複製することを示した。
彼は1941年にメアリー・ブルースと結婚し、4人の子供をもうけた。
第二次世界大戦中、デルブリュックの兄ユストゥス・デルブリュック、姉エミー・ボンヘッファー、その夫クラウス・ボンヘッファー（神学者ディートリヒ・ボンヘッファーの兄）はナチスに対する抵抗運動に参加し、クラウスとディートリヒはヒトラー政権末期に処刑された。
デルブリュック自身は大戦中もアメリカ合衆国に留まり、ナッシュビルのヴァンダービルト大学で物理学を教えながら研究を続けた。1942年、彼はインディアナ大学のサルバドール・エドワード・ルリアとともに、細菌のウイルス抵抗性は適応の結果によるものではなく、突然変異によるものであることを示した。ルリア-デルブリュックの実験と呼ばれるこの研究によって、彼らはアルフレッド・ハーシーとともに1969年度のノーベル生理学・医学賞を受賞した。1950年代より、彼は生物物理学の手法を使って感覚生理学の研究を始めた。また彼はケルン大学に分子遺伝学の研究所を立ち上げた。
デルブリュックは、20世紀の物理学から生物学へと変遷する潮流の中で、人々に最も影響を与えた人物の一人である。物理学をベースとした生物学の考え方は、エルヴィン・シュレーディンガーの著書「生命とは何か」から影響を受けている。この本はフランシス・クリック、ジェームズ・ワトソン、モーリス・ウィルキンスにも大きな影響を与えた。1940年代に彼は、コールド・スプリング・ハーバー研究所にバクテリオファージ遺伝学の研究所を作った。デルブリュックの推進したファージ・グループは、初期の分子生物学の発展に大きな役割を果たした。
1967年には王立協会外国人会員に選出。またアメリカ物理学会によってマックス・デルブリュック賞が設立された。

## 受賞歴
- 1967年 - 国立科学アカデミー・レオポルディーナよりグレゴール・メンデル・メダル
- 1968年 - 英国遺伝学会よりメンデル・メダル
- 1969年 - コロンビア大学よりルイザ・グロス・ホロウィッツ賞、ノーベル生理学・医学賞